# إرنست تشارلز دروري
إرنست تشارلز دروري هو كاتب وفلاح وسياسي كندي، ولد في 22 يناير 1878 في سبرينغواتر في كندا، وتوفي في 17 فبراير 1968 في باري في كندا. نشط حزبياً في United Farmers of Ontario ‏. وقد انتخب عضو برلمان مقاطعة أونتاريو عن دائرة Halton (provincial electoral district) ‏ (1919 – 1923) وانتخب رئيس وزراء أونتاريو ‏ (14 نوفمبر 1919 – 16 يوليو 1923).
تقاعد دروري من السياسة لكنه ترشح لاحقًا كمرشح فيدرالي. على عكس العديد من الأعضاء الآخرين في UFO، لم ينضم أبدًا إلى الحزب الليبرالي الكندي أو اتحاد الكومنولث التعاوني.
كان دروري ناشطًا مع الحزب التقدمي الكندي بعد زوال حكومة مقاطعته. ترشح كمرشح تقدمي في سيمكو نورث في الإنتخابات الفيدرالية الكندية لعام 1925، والإنتخابات الفيدرالية لعام 1926 و 1930، لكنه هُزم من قبل المرشحين المحافظين بهوامش 600 و 200 و 800 صوت على التوالي. في عام 1934، تم تعيينه عمدة ومسجلًا لمقاطعة سيمكو، وهو المنصب الذي شغله حتى عام 1959.

## كتاباته
كتب لمجلات مثل ماكلين وكتب أيضًا تاريخين محليين لمقاطعة سيمكو. لم يكتب مذكراته حتى عام 1966.
في يونيو 2019، نشرت مدينة باري قصيدة لدروري بعنوان قصيدة للحرية في كندا إلى جانب مقابلات مع أحفاده على موقع إلكتروني يسمى Barrie Today.com. 